# Rockstar Advanced Game Engine
Rockstar Advanced Game Engine (RAGE) је покретач игре направљен од стране RAGE Technology Group помоћу издавача видео игара Rockstar San Diego са доприносима осталих Rockstar студија.
Покретач се користи на неколико различитих платформи као што су Microsoft Windows, Nintendo Wii, PlayStation 3, PlayStation 4, PlayStation 5, Xbox 360, Xbox One и Xbox Series X/S. RAGE је првобитно настао од Angel покретача игара издатог од стране Angel Studios за коришћење у шестој генерацији конзола Midnight Club серија и других Rockstar San Diego игара.
Rockstar је интегрисао неколико компоненти треће стране посредника у RAGE као што су карактерне анимације Euphoria-е  и Bullet-ову физику игре. Пре RAGE-а, Rockstar је највише користио Criterion Games RenderWare покретач да изда неколико игара, укључујући PlayStation 2, Xbox, и Microsoft Windows наставке Grand Theft Auto франшизе. Од изласка Max Payne 3, покретач подржава DirectX 11 и 3D стереоскопско рендеровање на PC платформи.

## Игре које користе RAGE
| Назив                                                                                      | Година издавања | Платформа                                                 | Издавачи                              |
| ------------------------------------------------------------------------------------------ | --------------- | --------------------------------------------------------- | ------------------------------------- |
| Rockstar Games Presents Table Tennis                                                       | 2006 2007       | Wii, Xbox 360                                             | Rockstar San Diego                    |
| Grand Theft Auto IV                                                                        | 2008            | Windows, PlayStation 3, Xbox 360                          | Rockstar North, Rockstar Toronto (PC) |
| Midnight Club: Los Angeles                                                                 | 2008            | PlayStation 3, Xbox 360                                   | Rockstar San Diego                    |
| Grand Theft Auto: Episodes from Liberty City (The Lost and Damned, The Ballad of Gay Tony) | 2009 2010       | Windows, PlayStation 3, Xbox 360                          | Rockstar North, Rockstar Toronto (PC) |
| Red Dead Redemption                                                                        | 2010            | PlayStation 3, Xbox 360                                   | Rockstar San Diego, Rockstar North    |
| Red Dead Redemption: Undead Nightmare                                                      | 2010            | PlayStation 3, Xbox 360                                   | Rockstar San Diego, Rockstar North    |
| Max Payne 3                                                                                | 2012            | Windows, PlayStation 3, Xbox 360, OS X[lower-alpha 1]     | Rockstar Vancouver, Rockstar Studios  |
| Grand Theft Auto V                                                                         | 2013 2014 2015  | Windows, PlayStation 3, PlayStation 4, Xbox 360, Xbox One | Rockstar North                        |